# Tournoi d'échecs de Horgen
Le tournoi d'échecs Credit Suisse Chess Masters fut organisé en 1994 et 1995 à Horgen près de Zurich.
La première édition fut remportée par Kasparov.
La seconde édition fut remportée par Kramnik et Ivantchouk.

## Tournoi de 1994
En 1994, le Crédit suisse organisa le premier Credit Suisse Chess Masters. Ce tournoi élite avait douze participants.
- 1. Garry Kasparov (8,5 / 11), le numéro un mondial, devant
- 2.-3. Chirov et Youssoupov (7 / 11),
- 4.-5. Kortchnoï et Lautier (6,5 / 11),
- 6. Guelfand (5.5 / 11),
- 7. Leko (5 / 11).
- 8.-9. Benjamin, Nikolic (4.5 / 11),
- 10.-11. Lutz, Miles (4 / 11),
- 12. Gavrikov (3 / 11).

Groupe B : victoire de Julian Hodgson.

## Tournoi de 1995
En 1995, le Crédit suisse organisa le deuxième et dernier Credit Suisse Chess Masters avec onze joueurs.
- 1.-2. Vladimir Kramnik (meilleur départage) et Vassili Ivantchouk (7 / 10), devant
- 3.-4. Ehlvest et Short (6 / 10),
- 5. Garry Kasparov (5 / 10),
- 6.-8 Gulko, Kortchnoï et  Youssoupov (4.5 / 10),
- 9. Lautier (4 / 10),
- 10. Vaganian (3.5 / 10),
- 11. Timman (3 / 10).

Dans le groupe B : victoire de Zoltán Almási.